# Давід Мадленер
Давід Мадленер (нім. David Madlener, нар. 31 березня 1992, Фельдкірх) — австрійський хокеїст, воротар клубу Австрійської хокейної ліги «Клагенфурт». Гравець збірної команди Австрії.

## Ігрова кар'єра
Вихованець хокейного клубу «Фельдкірх», де і розпочав професійну хокейну кар'єру в 2009 році.
Згодом захищав кольори професійної команди «Дорнбірн». 22 квітня 2016 Давід уклав однорічний контракт з клубом Австрійської хокейної ліги «Клагенфурт».

## На рівні збірних
У складі національної збірної Австрії виступав на чемпіонатах світу Топ-дивізіону 2015 та 2018 років.